# آرتين جلو
آرتين جلو (بالفارسية: آرتین جلو) هي قرية أفغانية في ولاية بدخشان في شمال شرق أفغانستان. تقع على بعد حوالي 16 ميلاً جنوب شرق مدينة روستاق بأفغانستان. هناك جسر فوق نهر كوشكة. في السبعينيات، كان سكان القرى في الغالب من الطاجيك.